# Hans Stuffer
Hans Stuffer (ur. 11 kwietnia 1961 r.) – niemiecki narciarz alpejski reprezentujący RFN. Nie startował na igrzyskach olimpijskich. Jego najlepszym wynikiem na mistrzostwach świata było 5. miejsce w kombinacji na mistrzostwach w Crans-Montana. Najlepsze wyniki w Pucharze Świata osiągnął w sezonie 1986/1987, kiedy to zajął 30. miejsce w klasyfikacji generalnej.

## Sukcesy

### Puchar Świata

#### Miejsca w klasyfikacji generalnej
- 1984/1985 – 64.
- 1985/1986 – 41.
- 1986/1987 – 30.
- 1987/1988 – 105.
- 1989/1990 – 36.

#### Miejsca na podium
1. Garmisch-Partenkirchen – 27 stycznia 1985 (supergigant) – 3. miejsce
2. Hemsedal – 27 lutego 1986 (gigant) – 2. miejsce
3. Hemsedal – 10 marca 1990 (supergigant) – 3. miejsce